# Eline Coene
Eline Olga Coene (Rhenen, 4 de noviembre de 1964) es una deportista neerlandesa que compitió en bádminton, en las modalidades individual y de dobles.
Ganó dos medallas en el Campeonato Europeo de Bádminton, plata en 1990 y bronce en 1988.

## Palmarés internacional
| Campeonato Europeo | Campeonato Europeo     | Campeonato Europeo | Campeonato Europeo |
| Año                | Lugar                  | Medalla            | Prueba             |
| ------------------ | ---------------------- | ------------------ | ------------------ |
| 1988               | Kristiansand (Noruega) | Medalla de bronce  | Individual         |
| 1990               | Moscú (URSS)           | Medalla de plata   | Dobles             |